# Лихарева, София Алексеевна

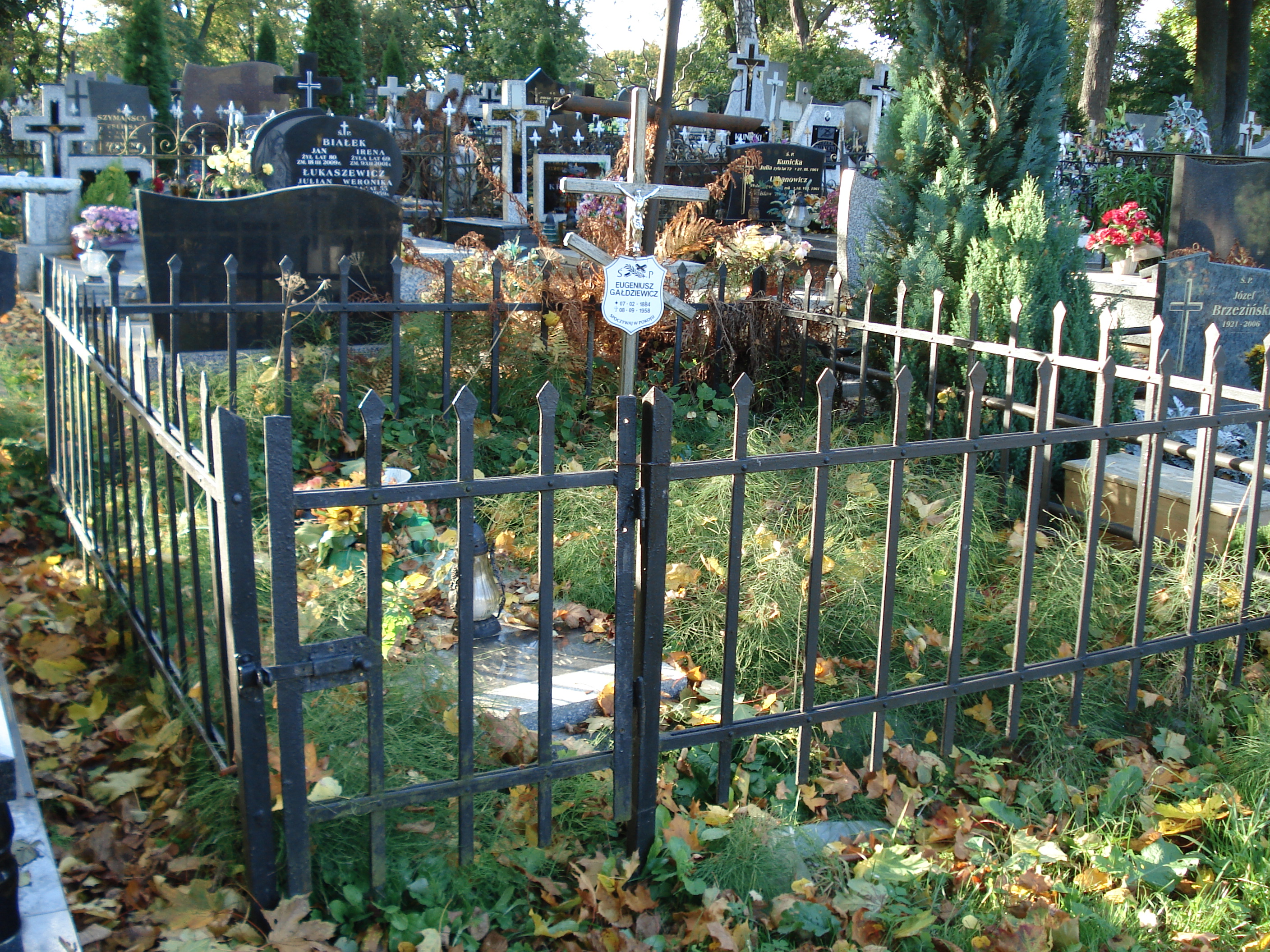
Могила Софии Лихаревой, городское кладбище, Кентшин, Польша

София Алексеевна Лихарева (пол. Zofia Licharewa, 14 августа 1883 года, Тосно, Петербургская губерния, Российская империя — 11 октября 1980 года, Кентшин, Польша) — польский геолог, педагог, искусствовед, краевед и основательница Регионального музея имени Войцеха Кентшиньского.

## Биография
Родилась 14 августа 1883 года в Тосно в семье генерал-майора Алексея Лихарева и Марии Грушецкой, которая была дочерью полковника инженерных войск и имела польское происхождение. Получила домашнее образование. Как дочь генерал-майора София Лихарева участвовала в торжествах по случаю коронации императора Николая II. В 1905 году после смерти отца София Лихарева перешла в католичество и стала прихожанкой прихода святой Екатерины Александрийской в Санкт-Петербурге. Через некоторое время вступила в женский монастырь. С 1906 по 1907 год обучалась в Ягеллонском университете, где она закончила IV и V курсы философии. Продолжила своё образование в Санкт-Петербурге на факультете математики и физики Высших женских курсов. На этом же факультете изучала минералогию. Работала в Геологическом комитете в Санкт-Петербурге и одновременно преподавала естествознание в петербургском лицее. В 1913 году была направлена женским монастырём на миссию в Китай, где работала преподавателем в Международном лицее в Шанхае. В 1915 году возвратилась в Петроград, где окончив курсы сестёр милосердия, стал работать в Польском лазарете.
С 1916 по 1918 год занималась наукой и участвовала общественной организации, занимавшейся реставрацией памятников. 10 февраля 1919 года приняла участие в конференции в Зимнем дворце, которая занималась организацией Государственного музея по охране памятников искусства. В 1920 году вместе с Александром Ферсманом участвовала в организации экспедиции за полярный круг. В 1923—1924 годах преподавала физику в Польском педагогическом училище. С 1925 по 1929 года работала научным сотрудником в Геологическом комитете в Ленинграде и одновременно преподавала в Университет сельского хозяйства. В это же время написала научное сочинение «Глины северных районов», которая была издана в Российской академии наук. В 1929 году по поручению Александра Ферсмана поехала на научную конференцию в Польшу, откуда не возвратилась в СССР.
С 1929 по 1932 года работала в Государственном Геологическом институте в Варшаве. В 1930 году участвовала в геологической экспедиции в районах Кельце и Кракова. В 1931 году отказалась от советского гражданства. С 1933 года проживала в Кракове, где преподавала в Ягеллонском университете.
С 1940 года проживала в окрестностях города Сувалки. В 1944 году в связи с наступлением советских войск была эвакуирована в район Восточной Пруссии.
С 1945 года стала проживать в Кентшине, где работала в районном отделении культуры и занималась поиском предметов искусства в городах Восточной Пруссии. Обнаружила часть коллекции кенигсбергского Прусского музея.
В 1946 года в здании бывшей тюрьмы основала Краеведческий музей Кентшина. Благодаря деятельности Софии Лихаревой были сохранены оборонные стены Старого города Кентшина.
Работала куратором музея до февраля 1964 года.
Скончалась 11 октября 1980 года и была похоронена на городском кладбище в Кентшине.

## Сочинения
- Myśl cerkiewna starożytnej Rusi;
- O ikonografii i ikonostasie;
- Malarstwo ruskie w kościołach polskich;
- Freski w Sandomierzu;
- Stare Grodno;
- Hagia Sophia w Konstantynopolu;
- Dzieje starowierstwa rosyjskiego;
- Starowierzy w Polsce;
- Ikonografia w Nowogrodzie;
- Średniowieczne bractwo św. Zofii w Krakowie;
- Kętrzyn. Z dziejów miasta i powiatu.

## Память
- Именем Софии Лихаревой названо Общество любителей Кентшинской земли[1].